# Visegrad 4 Bicycle Race
La Visegrad 4 Bicycle Race és una competició ciclista que inicialment agrupava quatre curses d'un sol dia. Es disputa a Polònia, la República Txeca, Eslovàquia i Hongria. Creada el 2014, ja forma part del calendari de l'UCI Europa Tour. El 2018 s'afegí una nova cursa, per passar a cinc, i el 2019 una sisena cursa.

## Palmarès

### Visegrad 4 Bicycle Race-GP Polski Via Odra
| Any                                          | Vencedor            | Segon                | Tercer                |         |
| -------------------------------------------- | ------------------- | -------------------- | --------------------- | ------- |
| Visegrad 4 Bicycle Race - GP Polski Via Odra |                     |                      |                       |         |
| 2014                                         | Erik Baška          | Jiří Hochmann        | Artur Detko           |         |
| Visegrad 4 Bicycle Race - GP Polski          |                     |                      |                       |         |
| 2015                                         | Bartosz Warchoł     | Leszek Pluciński     | Tomáš Koudela         |         |
| 2016                                         | Łukasz Owsian       | Marek Rutkiewicz     | Dariusz Batek         |         |
| 2017                                         | Kamil Zieliński     | Rok Korošec          | Sylwester Janiszewski |         |
| 2018                                         | Maciej Paterski     | Vojtěch Hačecký      | Eryk Latoń            |         |
| 2019                                         | Alois Kaňkovský     | Maciej Paterski      | Paweł Franczak        |         |
| 2020                                         | suspesa             | suspesa              | suspesa               | suspesa |
| 2021                                         | Itamar Einhorn      | Alois Kaňkovský      | Matteo Pongiluppi     |         |
| 2022                                         | Marceli Boguslawski | Tomáš Bárta          | Itamar Einhorn        |         |
| 2023                                         | Itamar Einhorn      | Eduard-Michael Grosu | Maciej Paterski       |         |
| 2024                                         | Lukáš Kubiš         | Tomasz Budziński     | Bartłomiej Proć       |         |

### Visegrad 4 Bicycle Race-GP Czech Republic
| Any  | Vencedor         | Segon                 | Tercer             |         |
| ---- | ---------------- | --------------------- | ------------------ | ------- |
| 2014 | Josef Černý      | Kamil Gradek          | Alessandro Mazzi   |         |
| 2015 | Paweł Bernas     | Jiří Polnický         | Oleksandr Polivoda |         |
| 2016 | Marek Rutkiewicz | Jiří Polnický         | Michael Kukrle     |         |
| 2017 | Rok Korošec      | Sylwester Janiszewski | Josef Černý        |         |
| 2018 | Alois Kaňkovský  | Maciej Paterski       | Rok Korošec        |         |
| 2020 | suspesa          | suspesa               | suspesa            | suspesa |
| 2021 | Adam Ťoupalík    | Daniel Turek          | Karel Camrda       |         |
| 2022 | Adam Ťoupalík    | Jakub Kaczmarek       | Jan Kašpar         |         |
| 2023 | Adam Ťoupalík    | Maciej Paterski       | Márton Dina        |         |
| 2024 | Martin Voltr     | Barnabás Peák         | Paweł Szóstka      |         |

### Visegrad 4 Bicycle Race-GP Slovakia
| Any  | Vencedor              | Segon           | Tercer           |
| ---- | --------------------- | --------------- | ---------------- |
| 2014 | Paweł Bernas          | Patrik Tybor    | Andi Bajc        |
| 2015 | Alois Kaňkovský       | Erik Baška      | Jiří Hochmann    |
| 2016 | Andrí Kulik           | Alois Kaňkovský | Błażej Janiaczyk |
| 2017 | Alois Kaňkovský       | Vojtěch Hačecký | Paweł Franczak   |
| 2018 | Maciej Paterski       | Alan Banaszek   | Rok Korošec      |
| 2019 | Alois Kaňkovský       | Paweł Franczak  | Dominik Neumann  |
| 2020 | Stanisław Aniołkowski | Alois Kaňkovský | Karol Wawrzyniak |
| 2021 | Alan Banaszek         | Jakub Murias    | Michael Kukrle   |
| 2022 | Thomas Pesenti        | Adam Ťoupalík   | Jakub Ťoupalík   |
| 2023 | Maciej Paterski       | Mateusz Grabis  | Michael Boroš    |
| 2024 | Martin Voltr          | Byron Munton    | Barnabás Peák    |

### Visegrad 4 Bicycle Race-GP GP Hungary/Kerékpárverseny
| Any  | Vencedor        | Segon               | Tercer             |         |
| ---- | --------------- | ------------------- | ------------------ | ------- |
| 2014 | Paweł Bernas    | Kamil Zieliński     | Marek Čanecký      |         |
| 2015 | Alois Kaňkovský | Przemyslaw Sobieraj | Błażej Janiaczyk   |         |
| 2016 | Marek Čanecký   | Dariusz Batek       | Oleksandr Polivoda |         |
| 2017 | Kamil Zieliński | Josef Černý         | Adam Stachowiak    |         |
| 2018 | František Sisr  | Patryk Stosz        | Rok Korošec        |         |
| 2019 | Paweł Franczak  | Kristjan Hočevar    | Žiga Ručigaj       |         |
| 2020 | suspesa         | suspesa             | suspesa            | suspesa |
| 2021 | Michal Schlegel | Viktor Potočki      | Viktor Filutás     |         |
| 2022 | Adam Ťoupalík   | Thomas Pesenti      | Barnabás Peák      |         |
| 2023 | Adam Ťoupalík   | Maciej Paterski     | Szymon Tracz       |         |
| 2024 | Tilen Finkšt    | Martin Voltr        | Gabriele Casalini  |         |

### V4 Special Series Debrecen-Ibrány
| Any  | Vencedor      | Segon          | Tercer          |
| ---- | ------------- | -------------- | --------------- |
| 2018 | Péter Kusztor | Karel Tyrpekl  | Marko Danilović |
| 2019 | János Pelikán | Stefano Gandin | Tomas Barta     |

### V4 Special Series Vásárosnamény-Nyíregyháza
| Any  | Vencedor    | Segon         | Tercer      |
| ---- | ----------- | ------------- | ----------- |
| 2019 | Daniel Auer | János Pelikán | Rok Korošec |